# Fiskbestånd
Fiskbestånd betecknar mängden fiskar endera i en sjö eller i ett område i havet. Begreppet används om en art eller flera. Till skillnad mot det mer allmänna populationsbegreppet används fiskbestånd normalt som en mer specifik beteckning på mängden av en fiskart som fiskas i ett specifikt geografiskt område eller under viss del av året.